# Heimarafjall
Heimarafjall är ett berg i Färöarna (Kungariket Danmark).   Det ligger i sýslan Norðoyar, i den norra delen av landet, 30 km norr om huvudstaden Tórshavn. Toppen på Heimarafjall är 87 meter över havet. Heimarafjall ligger på ön Kalsoy.
Terrängen runt Heimarafjall är kuperad. Havet är nära Heimarafjall åt nordväst. Runt Heimarafjall är det ganska glesbefolkat, med 34 invånare per kvadratkilometer. Närmaste större samhälle är Klaksvík, 12,7 km sydost om Heimarafjall. 